# Patogeneze

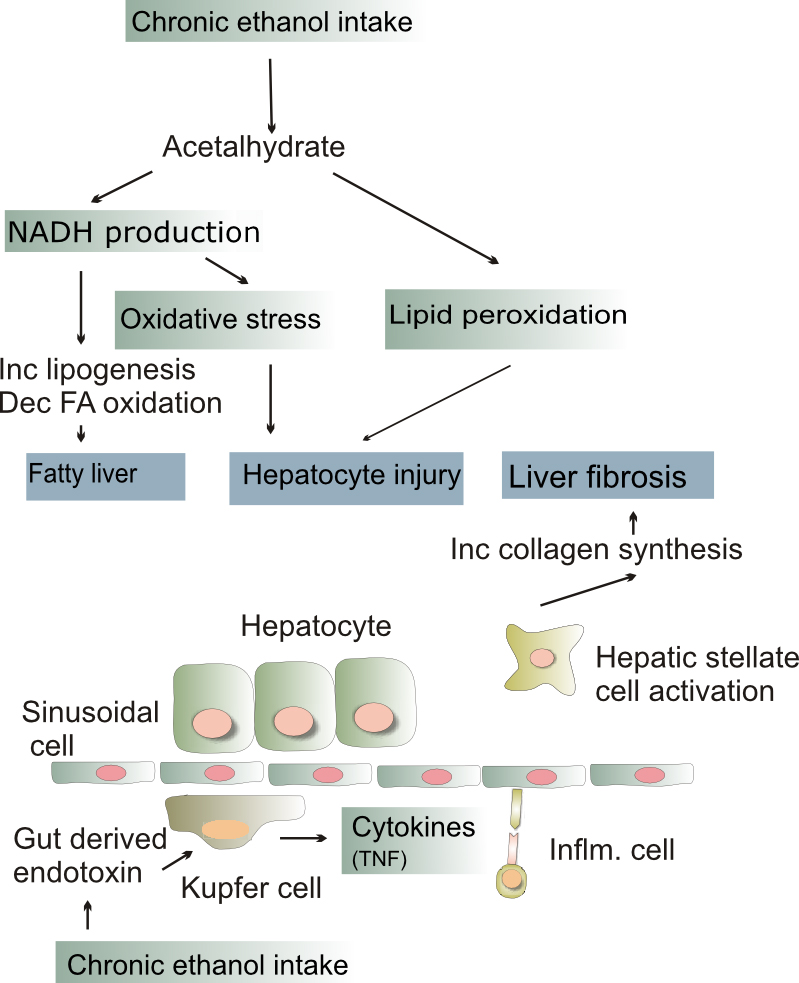
Patogeneze poškození jater alkoholem

Patogeneze (latinsky pathogenesis) je nauka o mechanismech vzniku nemoci. Zabývá se tím, jak etiologické agens vniká do organismu, kde se lokalizuje a co narušuje či způsobuje. Sleduje vznik, průběh a zakončení nemoci. Pochopení mechanismů nemoci je důležité při volbě správné terapie.